# 庐山疏节过路黄
庐山疏节过路黄（学名：Lysimachia remota var. lushanensis）为报春花科珍珠菜属疏节过路黄的变种。分布于中国大陆的江西等地，多生长于山谷溪边，目前尚未由人工引种栽培。